# Une société sans école
 (mars 2022).
La mise en forme du texte ne suit pas les recommandations de Wikipédia : il faut le « wikifier ».
Les points d'amélioration suivants sont les cas les plus fréquents. Le détail des points à revoir est peut-être précisé sur la page de discussion.
- Les titres sont pré-formatés par le logiciel. Ils ne sont ni en capitales, ni en gras.
- Le texte ne doit pas être écrit en capitales (les noms de famille non plus), ni en gras, ni en italique, ni en « petit »…
- Le gras n'est utilisé que pour surligner le titre de l'article dans l'introduction, une seule fois.
- L'italique est rarement utilisé : mots en langue étrangère, titres d'œuvres, noms de bateaux, etc.
- Les citations ne sont pas en italique mais en corps de texte normal. Elles sont entourées par des guillemets français : « et ».
- Les listes à puces sont à éviter, des paragraphes rédigés étant largement préférés. Les tableaux sont à réserver à la présentation de données structurées (résultats, etc.).
- Les appels de note de bas de page (petits chiffres en exposant, introduits par l'outil «  Source ») sont à placer entre la fin de phrase et le point final[comme ça].
- Les liens internes (vers d'autres articles de Wikipédia) sont à choisir avec parcimonie. Créez des liens vers des articles approfondissant le sujet. Les termes génériques sans rapport avec le sujet sont à éviter, ainsi que les répétitions de liens vers un même terme.
- Les liens externes sont à placer uniquement dans une section « Liens externes », à la fin de l'article. Ces liens sont à choisir avec parcimonie suivant les règles définies. Si un lien sert de source à l'article, son insertion dans le texte est à faire par les notes de bas de page.
- La présentation des références doit suivre les conventions bibliographiques. Il est recommandé d'utiliser les modèles {{Ouvrage}}, {{Chapitre}}, {{Article}}, {{Lien web}} et/ou {{Bibliographie}}. Le mode d'édition visuel peut mettre en forme automatiquement les références.
- Insérer une infobox (cadre d'informations à droite) n'est pas obligatoire pour parachever la mise en page.

Pour une aide détaillée, merci de consulter Aide:Wikification.
Si vous pensez que ces points ont été résolus, vous pouvez retirer ce bandeau et améliorer la mise en forme d'un autre article.
Une société sans école (Deschooling Society) est un livre de 1971 écrit par l'auteur autrichien Ivan Illich qui critique le rôle et la pratique de l'éducation dans le monde moderne.

## Sommaire
Le livre contient des suggestions pour des changements à l'apprentissage dans la société et dans la vie des individus. Par exemple, il appelle (en 1971) à l'utilisation de technologies de pointe pour soutenir les "toile d'apprentissage",,,.
Illich a fait valoir que l'utilisation de la technologie pour créer des sites Web décentralisés pourrait soutenir l'objectif de créer un bon système éducatif :
Dans la dernière phrase, Illich suggère que l'institutionnalisation de l'éducation est considérée comme institutionnalisant la société et inversement que les idées pour désinstitutionnaliser l'éducation peuvent être un point de départ pour une société désinstitutionnalisée,.

## Réseaux de savoirs
Développant cette idée, Illich propose quatre Learning Networks :
1. Service de référence aux objets pédagogiques - Un répertoire ouvert des ressources pédagogiques et leur disponibilité pour les apprenants.
2. Échange de compétences - Une base de données de personnes désireuses de répertorier leurs compétences et la base sur laquelle elles seraient prêtes à les partager ou à les échanger avec d'autres.
3. Peer-Matching - Un réseau aidant les gens à communiquer leurs activités et objectifs d'apprentissage afin de trouver des apprenants similaires qui pourraient souhaiter collaborer.
4. Annuaire des éducateurs professionnels - Une liste de professionnels, paraprofessionnels et indépendants détaillant leurs qualifications, leurs services et les conditions de leur mise à disposition.